# خط كورزون

الخط الأزرق الفاتح: "خط كورزون ب" كما تم الاتفاق عليه عام 1919. الخط الأزرق الغامق: "خط كورزون أ" بناءً على المقترح السوفيتي المُقدّم عام 1940. المناطق الزهرية: ممتلكات ألمانية قبل الحرب، نُقلت لبولندا بعد نهايتها. المناطق الرمادية: ممتلكات بولندية شرق خط كورزون قبل الحرب، ضمّها الاتحاد السوفيتي بعد نهايتها.

خط كورزون هو حد فاصل وخط تماس وضعه مجلس الحلفاء الأعلى مع نهاية الحرب العالمية الأولى لترسيم الحدود بين الجمهورية البولندية الثانية وروسيا البلشفية بغرض العمل به مستقبلًا كحدود سياسية بين البلدين.
فمع اشتعال الحرب العالمية الأولى، التي كوّنت بدورها شرارة الثورة البلشفية، انخرطت الإمبراطورية الروسية في حربها الأهلية، تاركة الفرصة للعديد من الكيانات الواقعة تحت سيطرتها وتصرّفها، بما فيهم بولندا، للانفصال، قبل اندلاع المواجهات بين القوات البولندية والبلشفية المتقدمتين من جهتين متقابلتين بغرض الاستيلاء على أراضي الأوبر أوست من القوات الألمانية المُنسحبة حتى التقيا عند مدينة ماستي.
من جانبه، فوّض مجلس الحلفاء الأعلى لجنة الشؤون البولندية بوضع التوصيات اللازمة فيما يختص بشأن الحدود البولندية المستقبلية، وهي نفس الحدود التي رسمها الحلفاء أكثر من مرّة، كخط وقف إطلاق النيران، وتحديدًا من خلال مقتراحات الحكومة البريطانية المُقدّمة للسوفيت عن طريق سكرتير الشؤون الخارجية البريطاني اللورد جورج كورزون، إلا أن كلا الطرفين، السوفيتي أو البولندي، لم يكترثا لهذه التوصيات في الأوقات التي دان لكل منهما النصر على الآخر، كما لم تساهم هذه المقترحات في حل أزمة الحدود السوفيتية البولندية عام 1921، بخلاف اتفاقية سلام ريغا النهائية والتي منحب بولندا قرابة 135,000 كيلومتر مربعًا على بُعد 250 كيلومتر شرق خط كورزون المُقترح.
ولم يختلف النصف الشمالي من خط كورزون عن الحدود التي سبق ترسيمها بين مملكة بروسيا والإمبراطورية الروسية عام 1797 بعد التقاسم الثالث لبولندا، وهي آخر الحدود المُعترف بها من جانب المملكة المتحدة، والتي لم تقتصر على الحدود السياسية فقط، بل امتدت لتصبح حدودًا للفصل العرقي، حيث الأغلبية البولندية بطول الجانب الغربي للخط، بينما تنامت العرقيات الأوكرانية والبيلاروسية واليهودية والليتوانية على الجانب الشرقي للخط، مع وجود أقلية بولندية كذلك، وفي عام 1921 ساهم امتداد الحد الشمالي للخط داخل الأراضي اللتوانية لتقسيم مناطق النزاع بين ليتوانيا وبولندا، في الوقت الذي نشب فيه الخلاف حول الجزء الجنوبي من الخط؛ خط أ وخط ب؛ الذي ضمّن أراضي لفيف ضمن الأراضي البولندية.
كما كان الخط عاملًا جغرافيًا وسياسيًا هامًا خلال الحرب العالمية الثانية، حيث نجح جوزيف ستالين في إقناع الحلفاء باستخدام الخط كحدود مستقبلية بين الاتحاد السوفيتي وبولندا، فبعد أن ظلت المملكة المتحدة معترضة، طوال فترة الحرب، على تحريك الحدود البولندية غرب خط كورزون، إلا أن موقف رئيس الوزراء البريطاني ونستون تشرشل شهد تغيّرًا كبيرًا خلال مؤتمر طهران وانتصار الاتحاد السوفيتي في معركة كورسك والموقف المتشدد للزعيم السوفيتي جوزيف ستالين الذي عقد اتفاقيات خاصة بينه وبين رئيس الوزراء البريطاني خلال مؤتمر طهران، تمت تفعيلها في أعقاب مؤتمر يالطا عام 1945، والتي وافق بموجبها قادة قوات الحلفاء؛ فرانكلين روزفلت وونستون تشرشل وجوزيف ستالين، على استخدام خط كورزون كحد شرقي فاصل بين الاتحاد السوفيتي وبولندا بعد إجراء بعض التعديلات عليه، تتلخّص في تحريكه مسافة بين خمسة وثمانية كيلومترات، بعدما تمسّك جوزيف ستالين بموقفه الرافض للمُقترح البريطاني بضم مناطق من شرق غاليسيا، من ضمنها مدينة لفيف ، مؤكدًا على أن الاتحاد السوفيتي لن يقبل بأراض أقل من تلك التي اتفق عليها سابقًا مع الحكومة البريطانية، مما أرغم الحلفاء على تعويض الحكومة البولندية فقدانها للمدينة لصالح الاتحاد السوفيتي بمنحها بعض الأراضي التي خضعت للسيطرة الألمانية وتمت استعادتها في ظل الانتصارات المتتالية للحلفاء على الجبهة الشرقية، وعليه، يُمثّل خط كورزون، بصورة تقريبية، نفس الحدود الفاصلة بين بولندا وأوكرانيا وبيلاروسيا اليوم.

## طالع أيضًا
- خط الأودر-نيس
- خط مولوتوف
- مؤتمر سبا
- رأيت خيانة بولندا  بقلم أرثر بليس لآين
- التغييرات الحدودية لبولندا بعد الحرب العالمية الثانية
- زاكرزونيا
- خط ديوراند
- خط مكماهون
- خط رادكليف

## وصلات خارجية
مركز الأبحاث السلاڤية